# Solistkvartetten
Solistkvartetten är en svensk kvartett som bildades på 1950-talet. Gruppen består av fyra sångare och en pianist. Under åren har både Lennart Jernestrand och Hans Carlén varit pianist i gruppen.

## Medlemmar
Gruppen bestod 1957–1967 av Göran Stenlund, Karsten Ekorness, Nils Wågsjö, Sven Forsberg och Lennart Jernestrand.
Gruppen bestod under 2000-talet av Anders Andersson, (första tenor), Sten Bäckman (andra tenor), Arne Lundmark (första bas), Ove Gotting (andra bas) och Hans Carlén (pianist).

## Diskografi

### Album
- 1967 - Solistkvartetten.[3]
- 1999 - Julens Klockor Ring![4]
- 1999 - Det finns en källa.[5]

### Singlar
- 1956 - Solistkvartetten (P 5010).[6]

- 1957 - Solistkvartetten (CEP 121).[2]

- 1960 - Solistkvartetten (F-20).[7]

- 1963 - Solistkvartetten (P 5224).[8]

- Jul (P 5137).[9]